# Johan Wohlert (arkitekt)

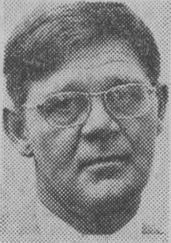
Johan Wohlert

Johan Wohlert, född 1922 i Esbjerg i Danmark, död år 2000, var en dansk arkitekt verksam i Sverige.
Han påbörjade sina studier i Köpenhamn men blev år 1944 tvungen att fly till Sverige med sin blivande hustru. Där fullbordade han sin utbildning vid Tekniska Högskolan i Stockholm.
I sin tidiga karriär arbetade han vid ett antal mindre arkitektkontor och därefter Svenska Riksbyggen. År 1954 utsågs han till chefsarkitekt vid tekniska avdelningen av Sparfrämjandet förlags AB, en del av sparbanksrörelsen. År 1970-82 arbetade han som VD för Sparbankernas arkitektkontor och centralupphandling.

## Verk i urval
- Trollättans sparbank, Storgatan 50, 1958
- Jönköpings läns sparbank, Hoppets torg 4 - Smedjegatan 2-6, Jönköping, 1963-1965, tillsammans med Folke Hederus
- Kursgård Skepparholmen, Nacka, för Svenska Sparbanksföreningen, 1964, tillsammans med Hederus

## Bilder

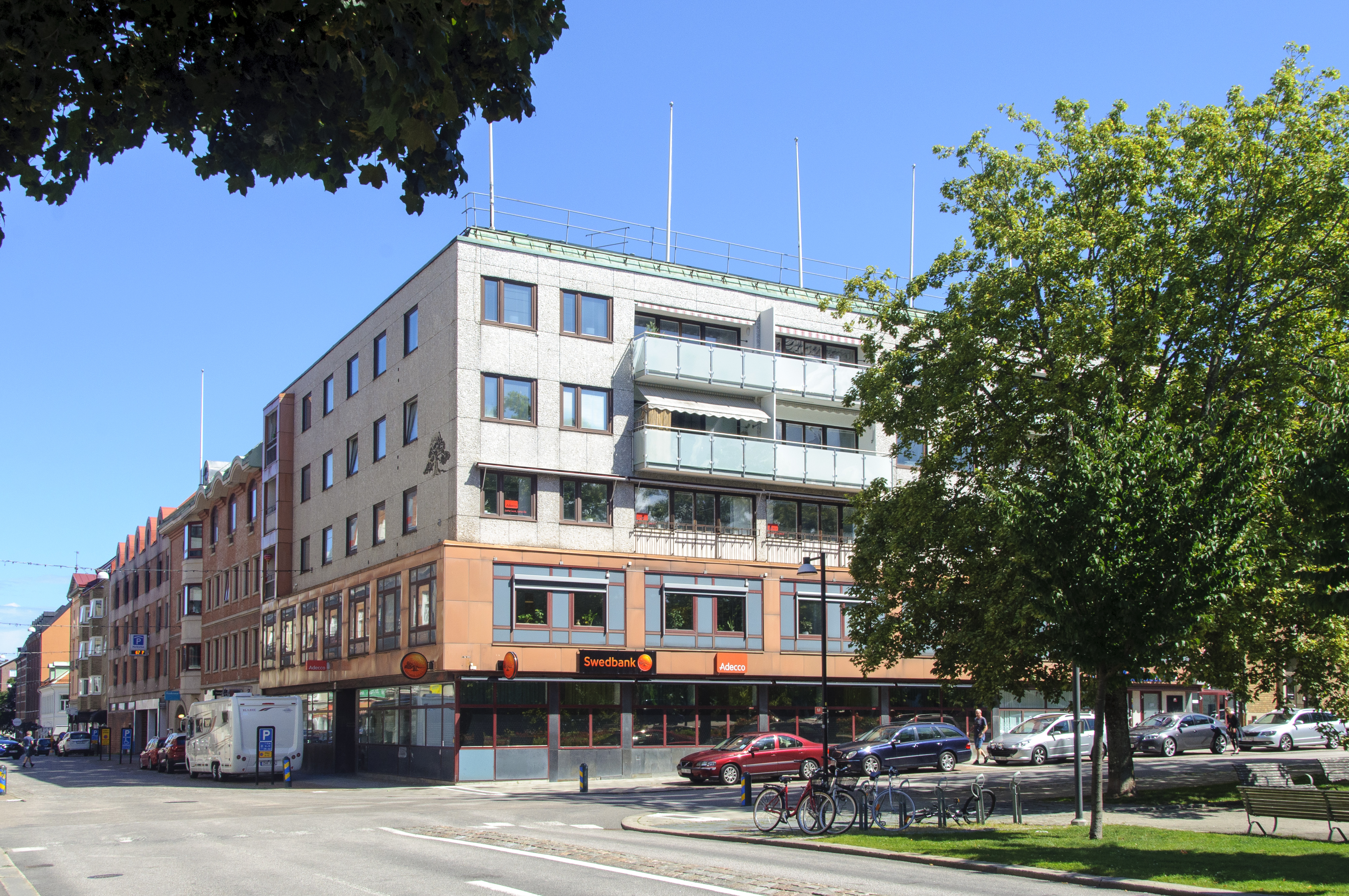
Trollhättans sparbank
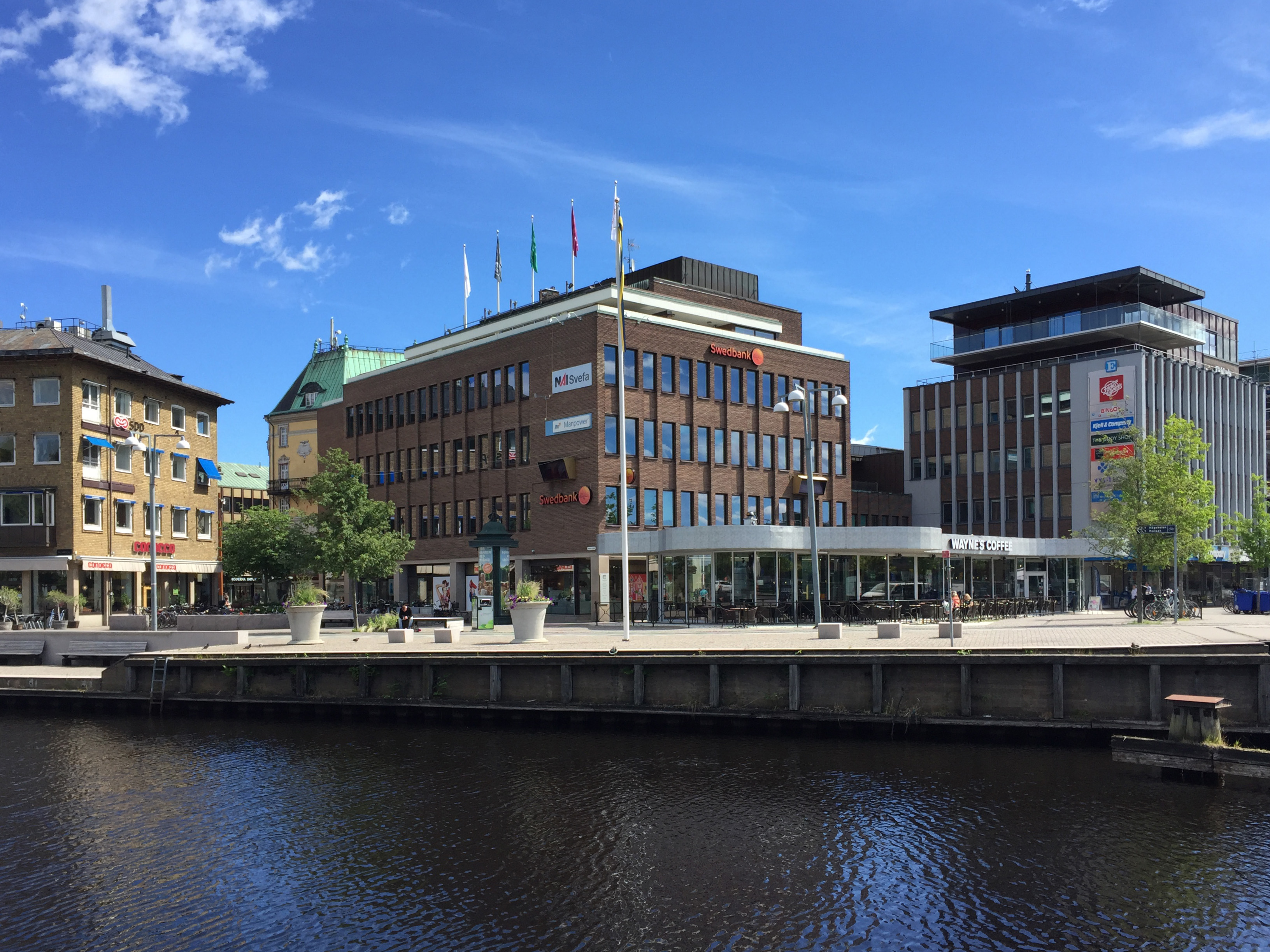
Jönköpings läns sparbank
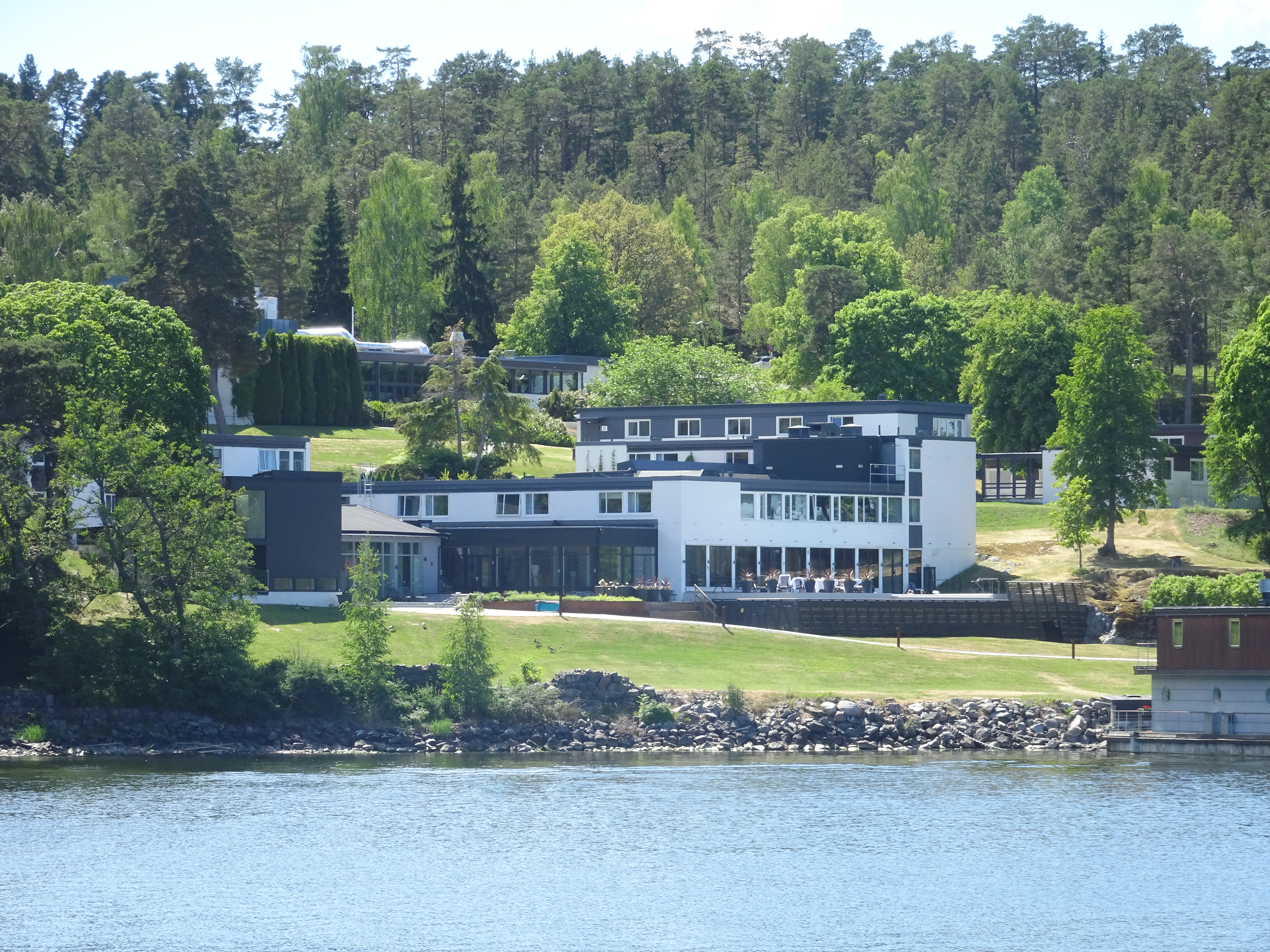
Konferenshotell på Skepparholmen